# Sofijiwskyj
Sofijiwskyj (ukrainisch Софіївський; russisch Софиевский/Sofijewski) ist eine Siedlung städtischen Typs im Süden der ukrainischen Oblast Luhansk mit etwa 4000 Einwohnern.
Der Ort gehört administrativ zur Stadtgemeinde der 9 Kilometer südlich liegenden Stadt Krasnyj Lutsch und bildet eine eigene Siedlungsratsgemeinde zu der auch die Siedlung städtischen Typs Hruschowe und die Ansiedlung Dawydiwka (Давидівка) gehören, die Oblasthauptstadt Luhansk befindet sich 49 Kilometer nordöstlich des Ortes, durch den Ort verläuft die Nebenbahnstrecke nach Wachruschewe.
Sofijiwskyj wurde 1909 als Bergarbeitersiedlung mit dem Namen Sofjiwka (Софіївка) gegründet und bekam 1938 den Status einer Siedlung städtischen Typs. Seit Sommer 2014 ist der Ort im Verlauf des Ukrainekrieges durch Separatisten der Volksrepublik Lugansk besetzt.